# Algeciras
Algeciras é um município e cidade portuária do sul de Espanha, na província de Cádis, comunidade autónoma da Andaluzia. O município tem 85,9 km² de área e em 2021 tinha 122 982 habitantes (densidade: 1 431,7 hab./km²).
Localiza-se perto da cidade Gibraltar, ligeiramente mais a norte do que Tarifa, que é a cidade mais a sul da Europa continental.  Ambas as cidades estão situados no estreito de Gibraltar; Algeciras fica de frente para o mar Mediterrâneo.

## Etimologia
O topónimo Algeciras é derivado do árabe "al-jazira" ("ilha verde" ou "península verde"), do qual são derivados também Argélia e Al-Jazira. Durante o período romano, a cidade chamava-se Colónia Traducta Júlia (português europeu) ou Colônia Traducta Júlia (português brasileiro) (em latim: Colonia Traducta Iulia) ou simplesmente Traducta Júlia. Outras variantes desse topónimo latino são, por exemplo, Iulia Traducta, Colonia Julia Traducta, etc.

Diz João de Barros, invocando o Itinerário de Antonino:
Algecira no Reino de Granada, é nome Arábico chamam-lhe Sola, como diz Antonino.

## Actividades
O moderno porto de Algeciras é o 24º mais movimentado do mundo (5º da Europa e 1º do Mar Mediterrâneo e da Espanha, com bastante tráfego de e para África. Ainda existe uma linha regular de navios porta-contêiners para a América do Sul (Santos, Montevidéu, Buenos Aires)
Existe um serviço regular de ferry-boats para Tânger (Marrocos) e para o enclave espanhol de Ceuta.  Devido a esses transportes, existem bastantes hotéis e estalagens.
Uma importante indústria é a refinaria da CEPSA que fornece tanques na baía de Algeciras, tanques esses que uma vez cheios se deslocam para as águas de Gibraltar para venderem o combustível com taxas mais baratas.
A cidade foi palco da Conferência de Algeciras, em 1906.
A área da cidade foi povoada desde a pré-história, e os primeiros vestígios pertencem a populações neandertais da era paleolítica. Devido à sua posição estratégica foi um importante porto sob os fenícios, e foi o local do importante porto romano de Portus Albus ("Porto Branco"), com duas cidades próximas chamadas Caetaria (possivelmente fundada pelos ibéricos) e Iulia Traducta, fundada pelos romanos. Recentemente, foi proposto que o local de Iulia Transducta fosse a Villa Vieja de Algeciras.
Depois de ser destruído pelos godos e seus aliados vândalos, Tarik desembarcou em Algeciras e Tarifa em abril de 711. No ano de 859 d.C., as tropas vikings a bordo de 62 drekars e comandadas pelos líderes Hastein e Björn Ironside cercaram a cidade por três dias e, posteriormente, devastaram grande parte dela. Depois de saquear as casas dos ricos, queimaram a mesquita de Aljama e a mesquita de Banderas. Reorganizados perto da medina, os habitantes conseguiram recuperar a cidade e fazer os invasores fugirem, capturando dois barcos. Gozou de um breve período de independência como um estado taifa de 1035 a 1058. Foi nomeado al-Jazirah al-Khadra' ("Ilha Verde") após o offshore Isla Verde; o nome moderno é derivado deste nome árabe original (compare também Argel e Al Jazeera). Em 1055, o emir Al-Mutadid de Sevilha expulsou os berberes de Algeciras, reivindicando-a para os árabes. Prometendo combater a expansão castelhana iniciada em 1265, Granada nacérida exigiu assistência de Fez no final de 1274 e cedeu o lugar de Algeciras (junto com Tarifa) aos merínidas.
Em 1278, Algeciras foi sitiada pelas forças do Reino de Castela sob o comando de Afonso X de Castela e seu filho, Sancho. Este cerco foi o primeiro de uma série de tentativas de tomada da cidade e terminou em fracasso para as forças castelhanas. Uma armada enviada por Castela também foi aniquilada enquanto tentava bloquear o porto da cidade. O domínio merínida sobre a cidade aumentou ainda mais nas décadas seguintes, e o local se transformou em uma fortaleza merínida a partir da qual razzias foram lançadas nos assentamentos cristãos ainda incipientes no baixo Guadalquivir e na área de Guadalete. Em julho de 1309, Fernando IV de Castela sitiou Algeciras e Gibraltar. Este último caiu nas mãos dos cristãos, mas o muçulmano Algeciras manteve-se nas três décadas seguintes, até que Afonso XI de Castela retomou o cerco. Juan Núñez de Lara, Juan Manuel, Pedro Fernández de Castro, Juan Alfonso de la Cerda, senhor de Gibraleón, todos participaram do cerco, assim como cavaleiros da França, Inglaterra e Alemanha, e até o rei Filipe III de Navarra, rei consorte de Navarra , que veio acompanhado por 100 cavaleiros e 300 infantes. Em março de 1344, após vários anos de cerco, Algeciras rendeu-se. Ao conquistar a cidade, Afonso XI fez dela a sede de uma nova diocese, estabelecida pela bula Gaudemus et exultamus do Papa Clemente VI, de 30 de abril de 1344, e confiada ao governo do bispo de Cádiz. Os bispos de Cádiz continuaram a deter o título de Aliezira, como era chamado, até 1851, quando, de acordo com uma concordata entre a Espanha e a Santa Sé, seu território foi incorporado à diocese de Cádiz. Não mais um bispado residencial, Aliezira é hoje listado pela Igreja Católica como sé titular. Deixada relativamente desprotegida durante a Guerra Civil Castelhana, a cidade foi facilmente tomada em 1369 pelos nacéridas de Granada com a ajuda de uma frota Marinid. Foi destruído por ordem de Muhammed V de Granada. Enquanto a tradição afirma que foi demolido imediatamente após a ocupação de 1369, a política de terra arrasada de Nasrid também foi datada de 1375, uma vez que os esforços de repovoamento de Granada deveriam ter falhado. A guarnição foi assim transferida para Gibraltar, com um porto pior, mas mais facilmente defensável, no controle de Nasrid após a retirada Marinid da Península Ibérica. Embora a jurisdição tenha sido cedida a Gibraltar em 1462 após a conquista castelhana deste último lugar, há indícios sobre a continuação da existência de assentamentos informais de agricultores e sepherds na área, pelo menos depois de 1466.
Algeciras foi refundada após 1704 por refugiados de Gibraltar após a captura do território pelas forças anglo-holandesas na Guerra da Sucessão Espanhola. Já em 1705, o local era descrito como "... um monte de pedras,... apenas alguns casebres espalhados aqui e ali, em meio a uma infinidade de ruínas". A sensação de provisoriedade entre a população deslocada e as esperanças de um retorno a Gibraltar foram destruídas pelo Tratado de Utrecht de 1713. Além dos gibraltinos, ao longo do século XVIII o repovoamento contou também com a participação de colonos do resto da Península Ibérica e de outras partes, destacando-se os italianos neste último aspecto. A população aumentou rapidamente (de 1.845 em 1725 para 6.241 em 1787).[22] A estrutura social dos Algeciras apresentava um número comparativamente pequeno de nobres e um peso comparativamente maior do clero. Tal como no resto do Campo de Gibraltar, a pecuária (o gado em particular) desempenhou um papel importante na economia durante o século XVIII graças às pastagens ricas. Dada a abundância de conflitos internacionais na área do Estreito durante o século 18, as atividades de corsários contra navios beligerantes com a Espanha ou navios neutros que abastecem o inimigo também se tornaram uma parte importante da economia. Foi fortificado para se proteger contra ataques britânicos com instalações como o Fuerte de Isla Verde construído para guardar pontos-chave. A cidade foi reconstruída em seu plano retangular atual por Carlos III em 1760. Em julho de 1801, as marinhas francesa e espanhola lutaram contra a Marinha Real Britânica na Batalha de Algeciras, que terminou com uma vitória britânica.
A cidade tornou-se palco de uma grande crise internacional ao sediar a Conferência de Algeciras, em 1906. O fórum internacional para discutir o futuro do Marrocos, realizado na Casa Consistorial. Confirmou a independência do Marrocos contra ameaças da Alemanha e deu à França o controle dos interesses bancários e policiais. Em julho de 1942, homens-rãs italianos se estabeleceram em uma base secreta no navio-tanque italiano Olterra, que foi internado em Algeciras, para atacar o transporte marítimo em Gibraltar. Durante a era Franco, Algeciras passou por um desenvolvimento industrial substancial, criando muitos novos empregos para os trabalhadores locais desempregados quando a fronteira entre Gibraltar e Espanha foi selada por Franco entre 1969 e 1982. Em 1982, houve um plano fracassado com o codinome Operação Algeciras, concebido pelos militares argentinos para sabotar as instalações militares britânicas em Gibraltar durante a Guerra das Malvinas. As autoridades espanholas intervieram pouco antes do ataque e deportaram os dois argentinos Montoneros e o oficial de ligação militar envolvidos.